# Mirko Slomka
Mirko Slomka es un exfutbolista y actual entrenador de fútbol alemán. Actualmente dirige al Hannover 96.

## Carrera como entrenador
Inicios
Slomka comenzó su carrera como técnico en las categorías inferiores del Hannover 96 en 1998. Al año siguiente, se incorporó al Tennis Borussia Berlin.
Asistente
Posteriormente, fue asistente en el Hannover 96 y el FC Schalke 04.
Schalke 04
En enero de 2006, se hizo cargo del primer equipo del FC Schalke 04, llevándolo a la 4ª posición en la 1. Bundesliga 2005/06. En la temporada 2006-07 obtuvo el subcampeonato, tras ser líder hasta la antepenúltima jornada. Fue despedido en abril de 2008, tras una contundente derrota (5-1) ante el Werder Bremen, aunque el equipo todavía era 3.º.
Hannover 96
A principios de 2010, fue nombrado nuevo técnico del Hannover 96, logrando la permanencia en la 1. Bundesliga 2009/10. El equipo dio un importante salto de calidad en la temporada 2010-11, ya que terminó como 4.º clasificado, aunque en las campañas siguientes tuvo que conformarse con el 7.º y el 9.º puesto. Finalmente, fue destituido en diciembre de 2013, tras lograr una sola victoria en 11 partidos.
Hamburgo SV
En febrero de 2014, se incorporó al Hamburgo SV de la Bundesliga alemana, al que salvó de sufrir el primer descenso de su historia. Sin embargo, un mal comienzo en la temporada siguiente (un punto en 3 partidos) provocó su despido.
Karlsruher SC
En diciembre de 2016, firma como nuevo entrenador del Karlsruher SC a partir del 1 de enero.

## Clubes

### Como jugador
- ISG Nord
- SC Harsum
- TuS Lühnde
- Stern Misburg
- Fortuna Sachsenroß Hannover
- Hannover 96

### Como entrenador
| Club                                           | País     | Año         | P   | PG | PE | PP | % v.  |
| ---------------------------------------------- | -------- | ----------- | --- | -- | -- | -- | ----- |
| Hannover 96 (categorías inferiores)            | Alemania | 1998 - 1999 |     |    |    |    |       |
| Tennis Borussia Berlin (categorías inferiores) | Alemania | 1999-2000   |     |    |    |    |       |
| Tennis Borussia Berlin                         | Alemania | 2000        | 16  | 4  | 2  | 10 | 40    |
| Hannover 96 (asistente)                        | Alemania | 2001-2004   |     |    |    |    |       |
| FC Schalke 04 (asistente)                      | Alemania | 2004-2006   |     |    |    |    |       |
| FC Schalke 04                                  | Alemania | 2006-2008   | 108 | 55 | 27 | 26 | 50.93 |
| Hannover 96                                    | Alemania | 2010-2013   | 169 | 71 | 35 | 63 | 42.01 |
| Hamburgo SV                                    | Alemania | 2014        | 18  | 3  | 5  | 10 | 16.67 |
| Karlsruher SC                                  | Alemania | 2017        | 10  | 2  | 2  | 6  | 20    |
| Hamburgo SV                                    | Alemania | 2019-       |     |    |    |    |       |